# فيسوكوفسك
فيسوكوفسك (بالروسية: Высоковск) هي إحدى مدن روسيا في الكيان الفدرالي الروسي موسكو أوبلاست.